# Кардьель
Кардьель (исп. Lago Cardiel) — озеро в Аргентине, располагается на территории департамента Рио-Чико провинции Санта-Крус. Площадь поверхности озера равна 370 км², наибольшая глубина — 76 метров, достигается в западной части озера. Расположено на высоте 276 метров над уровнем моря.
Озеро расположено в тектонической котловине сердцевидной формы размером около 20 километров, сложенной мезозойскими породами. С запада в Кардьель впадает одноименная река, образующаяся при слиянии нескольких речек, стекающих с плато Карбон и Муэрте; общая площадь водосбора 4500 км². Поверхностного стока озеро не имеет, наличие подземного стока маловероятно.
Климат окрестностей озера засушливый, годовое количество осадков около 150 мм.
На западном берегу, около устья реки, расположена деревня Лаго-Кардьель. На побережье озера найдены археологические памятники каменного века, датируемые временем от 6790 до 290 лет до нашего времени